# Nadson
José Nadson Ferreira (ur. 10 października 1985 roku w Ubaitabie), brazylijski piłkarz, obrońcy.

## Kariera
Jest wychowankiem brazylijskiej drużyny Portuguesa, której przeniósł się do Nacionalu São Paulo. W obu klubach nie zagrał żadnego oficjalnego meczu w pierwszej drużynie. W 2006 roku przeszedł do Sheriffa Tyraspol. W 2011 roku został wypożyczony do KRC Genk, który zdecydował się na zakup Nadsona po zakończeniu wypożyczenia. W 2013 roku przeszedł do Krylji Sowietow Samara. W latach 2019–2020 grał w Seinäjoen Jalkapallokerho.

## Sukcesy

### Klub
- Divizia Națională

Mistrz (4): Sheriff Tyraspol (2007, 2008, 2009, 2010)
- Superpuchar Mołdawii

Mistrz (1): Sheriff Tyraspol (2007)
- Puchar Mołdawii

Mistrz (1): Sheriff Tyraspol (2008)
- Jupiler Pro League

Mistrz (1): KRC Genk (2011)
- Puchar Belgii

Mistrz (1): KRC Genk (2013)
- Superpuchar Belgii

Mistrz (1): KRC Genk (2011)